# Louis Auguste Le Tonnelier de Breteuil
Louis Auguste Le Tonnelier de Breteuil, baron de Breteuil, baron de Preuilly (ur. 7 marca 1730 w Azay-le-Ferron, zm. 2 listopada 1807 w Paryżu) – francuski polityk i dyplomata. Był ostatnim pierwszym ministrem Ancien régime’u. Król Ludwik XVI powołał go na to stanowisko w 100 godzin przed szturmem Bastylii.

## Życiorys
Był synem Claude’a Le Tonnelier de Breteuil i Marie-Thérèse de Froullay. Podczas wojny siedmioletniej służył w żandarmerii.
W roku 1758 przebywał w misji dyplomatycznej do Elektora Kolonii. W latach 1764–1768 pełnił funkcję ambasadora Francji w Petersburgu.
Jako ambasador Francji w Sztokholmie w latach 1764–1766 nie cieszył się zaufaniem dworu szwedzkiego i królewicz Gustaw w maju 1768 wpłynął na swego ojca, króla Adolfa Fryderyka, by napisał do Wersalu z prośbą o przysłanie kogoś, kto wsparłby odradzający się w Szwecji monarchizm. Breteuila zastąpił François Charles de Raimond, hrabia de Modène.
W latach 1771–1775 Breteuil pełnił funkcje ambasadora Francji w Neapolu, a następnie w Wiedniu (w latach 1775–1783).
W roku 1859 opublikowano jego Pamiętniki.